# Maggie Hassan
Margaret Wood Hassan (Boston, 27 de fevereiro de 1958) é uma advogada e política norte-americana, atualmente Senadora dos Estados Unidos pelo estado de Nova Hampshire. Filiada ao Partido Democrata, foi a 81.º Governadora de Nova Hampshire entre 2013 e 2017 e integrou o Senado de Nova Hampshire de 2005 a 2010.
Hassan concluiu um Bachelor of Arts pela Universidade Brown e um Juris Doctor pela Universidade do Nordeste. Em 1985, começou a trabalhar como advogada e executiva na área de saúde em Boston. Hassan concorreu pela primeira vez a um cargo eletivo em 2002, perdendo a eleição para o Senado estadual. Em 2004, concorreu novamente e ganhou, servindo na câmara alta do parlamento de Nova Hampshire de dezembro de 2004 a dezembro de 2010. Neste período, foi a Líder da Maioria.
Em outubro de 2011, Hassan entrou na disputa pelo Governo de Nova Hampshire. Ela ganhou a primária democrata com 53,1 por cento dos votos, vencendo a eleição geral de novembro com 54,6 por cento dos votos. Empossada no cargo em janeiro de 2013, reelegeu-se em novembro de 2014 com 52,6 por cento dos votos.
Em 2016, Hassan concorreu ao Senado dos EUA, ganhando a primária do partido de forma incontestável. Em novembro, derrotou a Senadora republicana Kelly Ayotte na mais acirrada eleição do ano: Hassan obteve 354 649 votos (47,98 por cento) contra 353 622 votos de Ayotte (47,84 por cento). Empossada em 3 de janeiro de 2017, integra os comitês de Comércio, Ciência e Transporte, o de Saúde, Educação, Trabalho e Pensões, o de Segurança Interna e Assuntos Governamentais, e o Conjunto de Economia.